# Месје 55
Месје 55 (М55) је збијено звездано јато у сазвежђу Стрелац које се налази у Месјеовом каталогу објеката дубоког неба.
Деклинација објекта је - 30° 57' 42" а ректасцензија 19h 39m 59,4s. Привидна величина (магнитуда) објекта М55 износи 6,3. М55 је још познат и под ознакама NGC 6809, GCL 113, ESO 460-SC21.